# Туйя

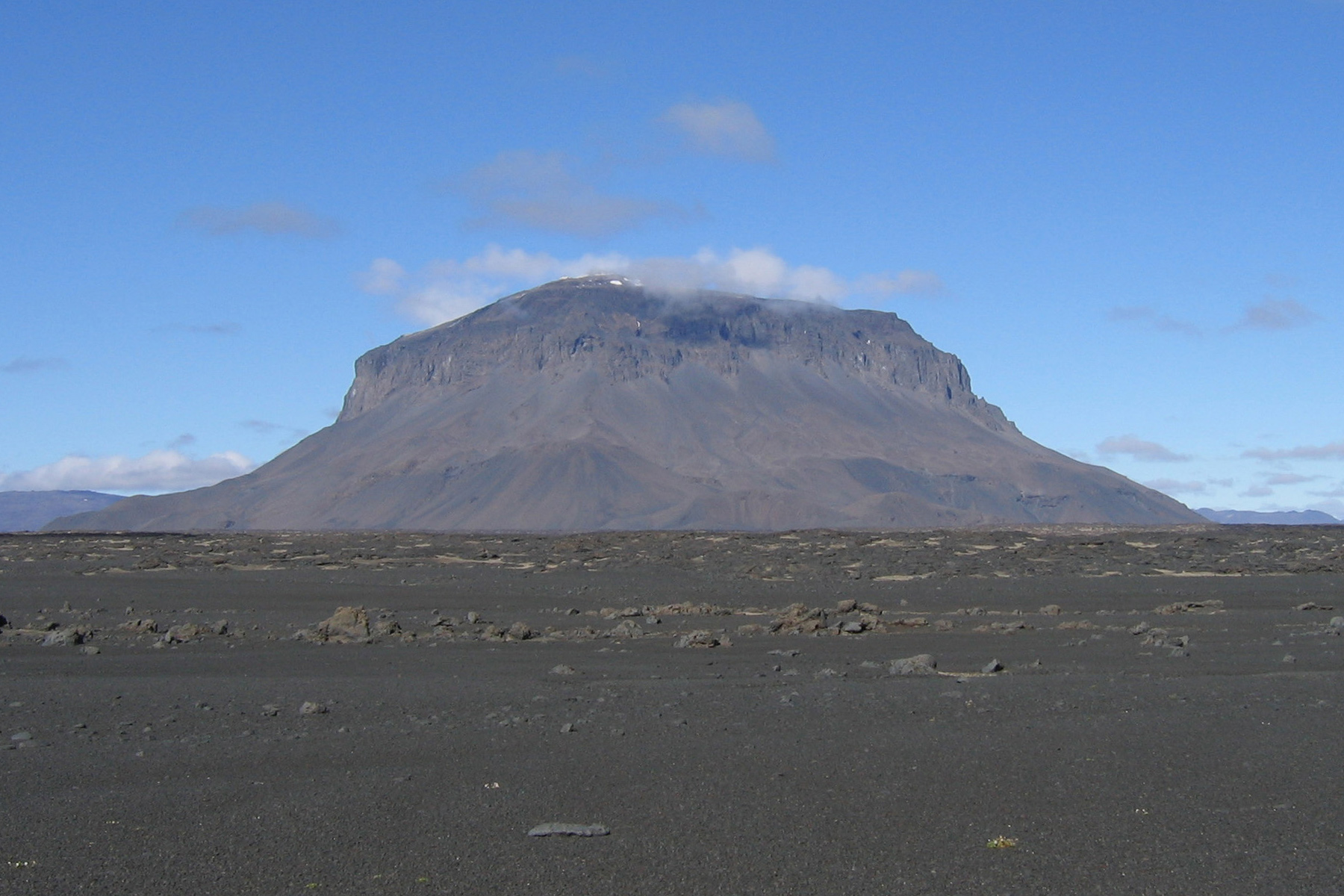
Вид на туйю Хердюбрейд в Исландии

Туйя — гора с ровной плоской вершиной и крутыми склонами, сформировавшаяся при извержениях подлёдного вулкана.

## Этимология
Термин происходит от Туйя Бьютт — названия одной из гор в районе реки Туйя и хребта Туйя на крайнем севере Британской Колумбии в Канаде. В 1947 году канадский геолог Билл Мэтьюз опубликовал статью под названием «Туйи, вулканы с плоской вершиной в Северной Британской Колумбии», в которой он ввел термин «туйя» для обозначения этих характерных вулканических образований. 
Туйя Бьютт — почти идеальный образец этого типа, первая такая форма рельефа, проанализированная в геологической литературе, и с тех пор это название стало общепринятым среди вулканологов во всем мире. Примерно в то же время, когда Мэтьюз опубликовал свою статью, исландский геолог Гвюдмюндюр Кьяртанссон провел различие между горами моуберг в Исландии и туйями в Канаде и предложил гипотезу о том, что они образовались во время подледниковых или внутриледниковых извержений.

## Происхождение
Туйя образуется при извержениях под поверхность ледника или ледового щита. Лава, образующаяся под ледником, быстро охлаждается и не может далеко растекаться, из-за чего формируются крутые, а иногда почти отвесные, склоны, которые удерживаются от обрушения давлением окружающего льда и талой воды. Когда лава протапливает всю толщу льда, она начинает вытекать через образовавшееся отверстие и, растекаясь по льду, образует  плоскую вершину вулкана. После исчезновения ледника из-под него появляется большая округлая гора с крутыми, почти отвесными склонами и усечённой плоской вершиной.
Сложены туйи в основном из подушечной лавы, при гидротермическом разрушении которой образуются палагонит и различные брекчии, в том числе туфовая брекчия и гиалокластит.

## Распространение
Туйи достаточно редко встречаются, так как их образование приурочено к регионам, которые в прошлом были покрыты ледниками и в то же время имели активный вулканизм. Часто встречаются туйи в Канаде, на Аляске, в Гренландии и, особенно, в Исландии, где существует не менее сорока подлёдных вулканов этого типа. Самая известная туйя в Исландии это вулкан Хердюбрейд на северо-востоке Исландии, но самой большой в Исландии является туйя под ледником Эйриксйёкюдль в западной части Исландского плато.

## Галерея

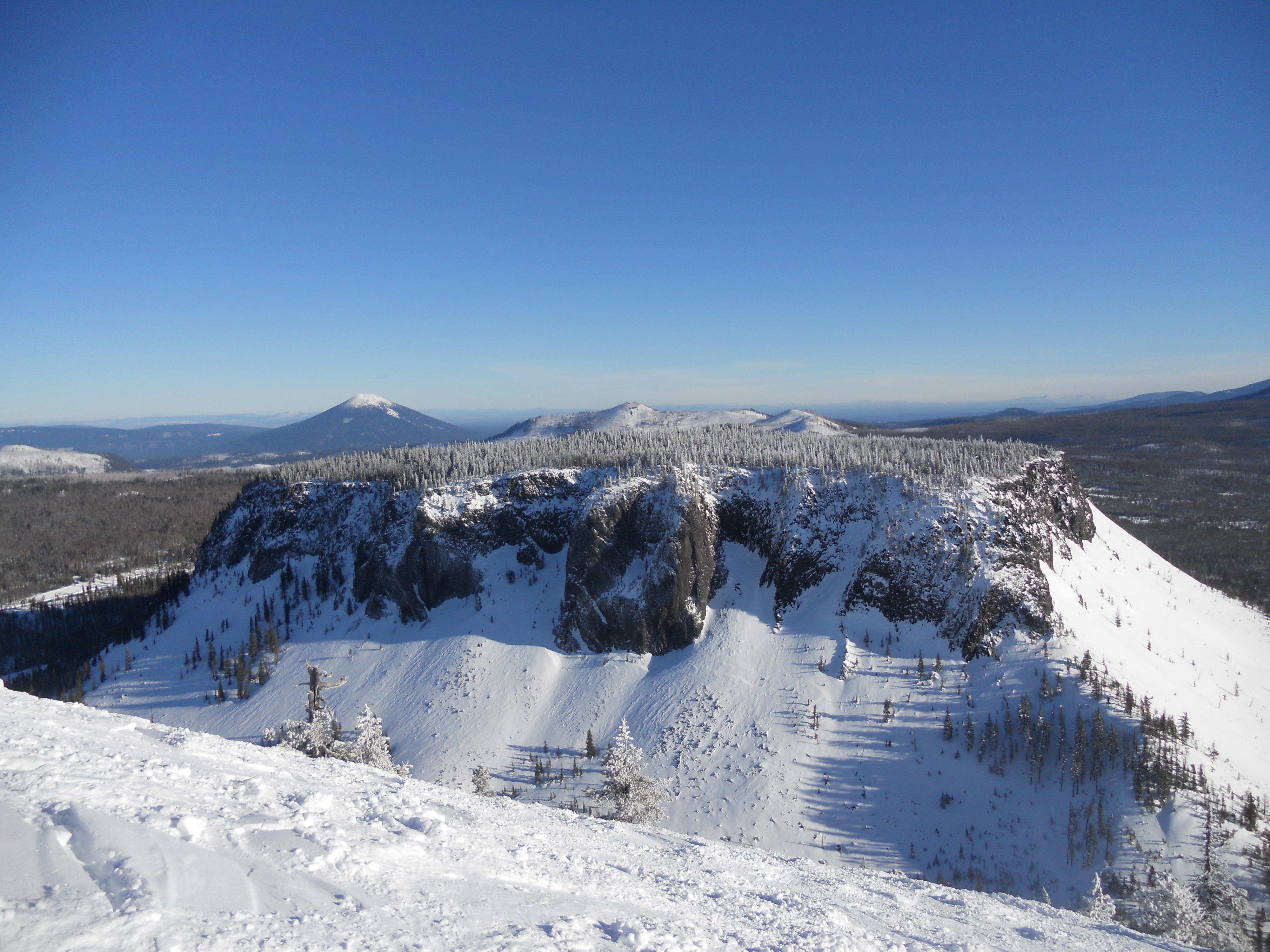
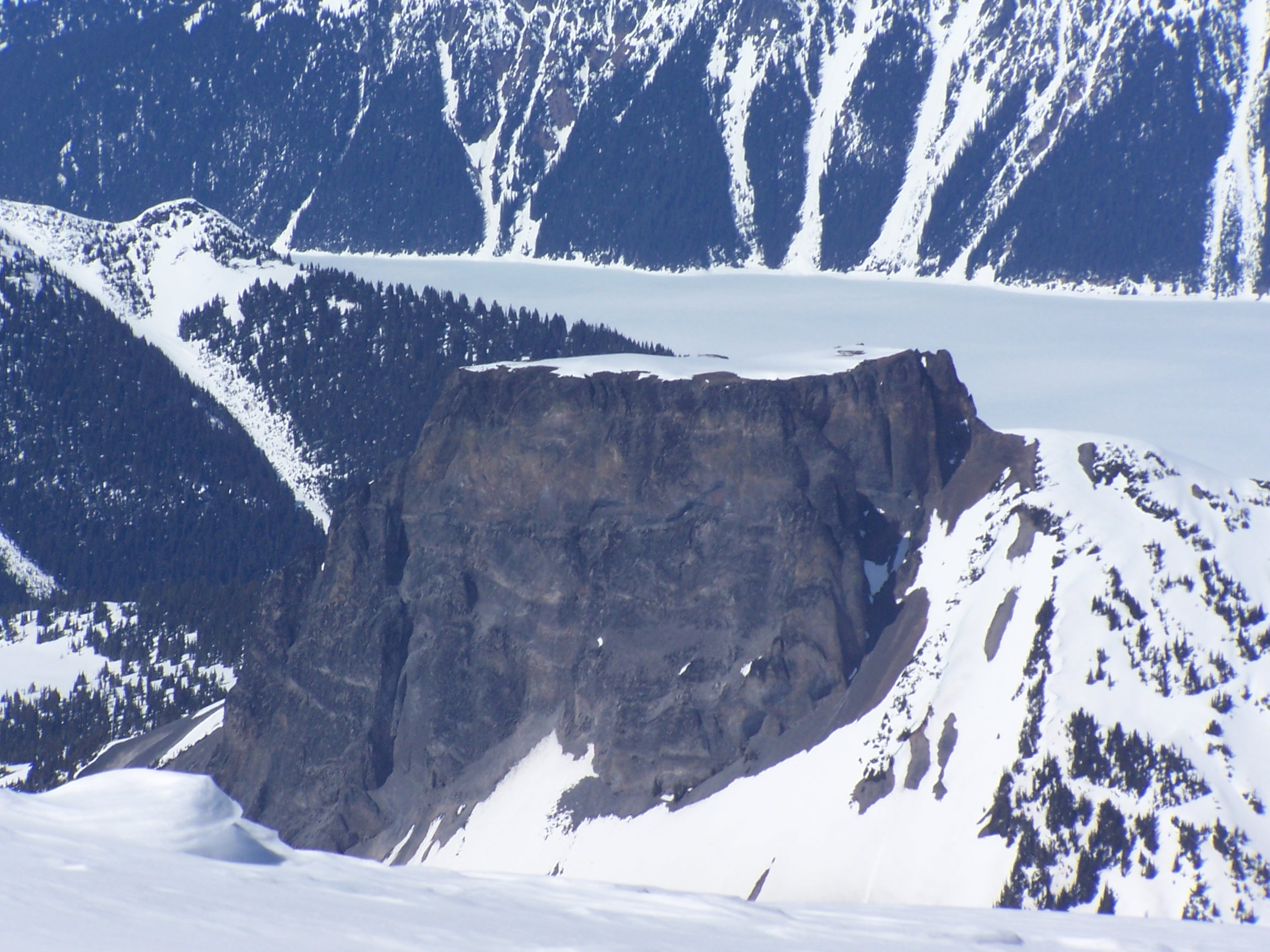
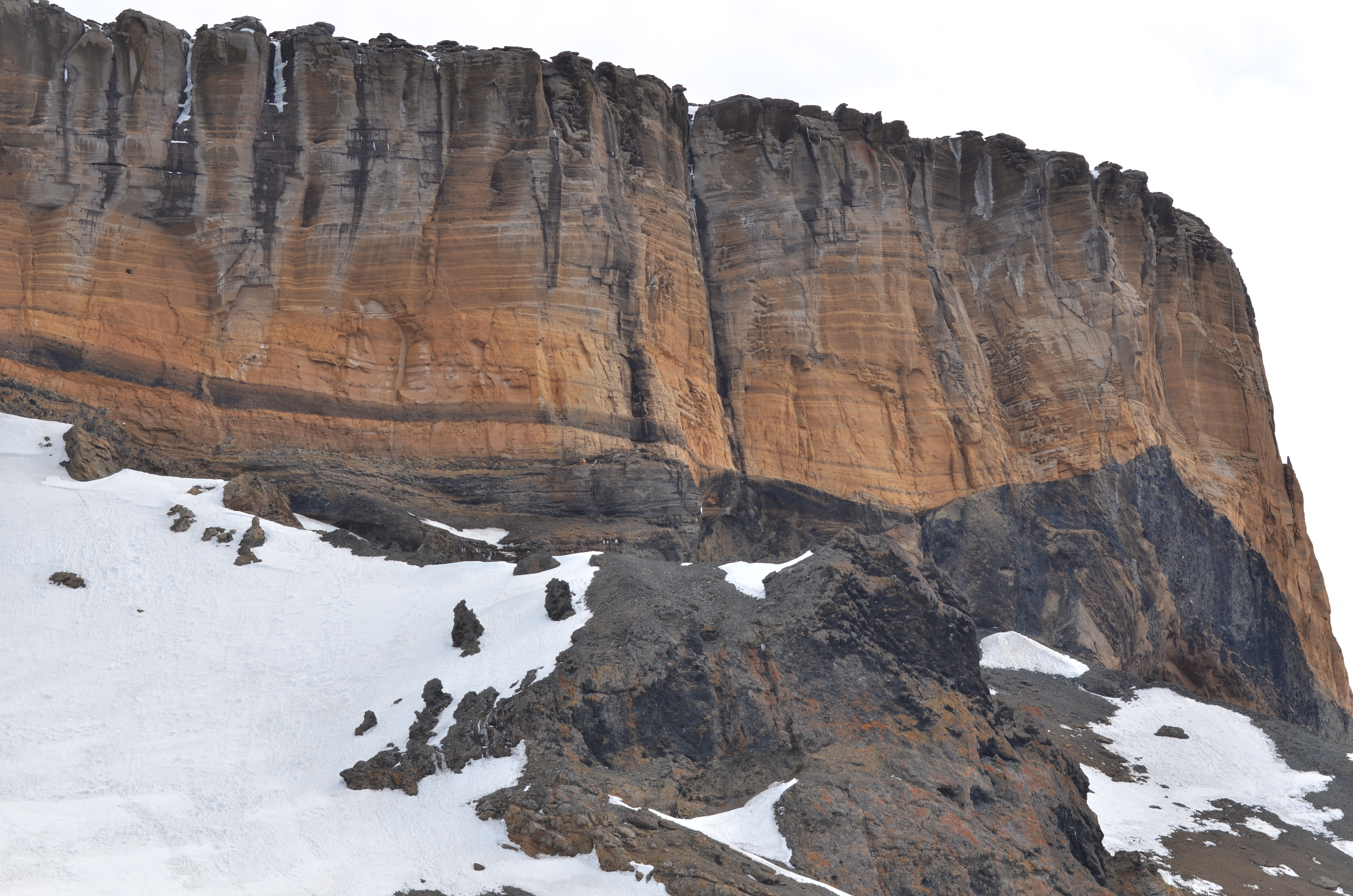
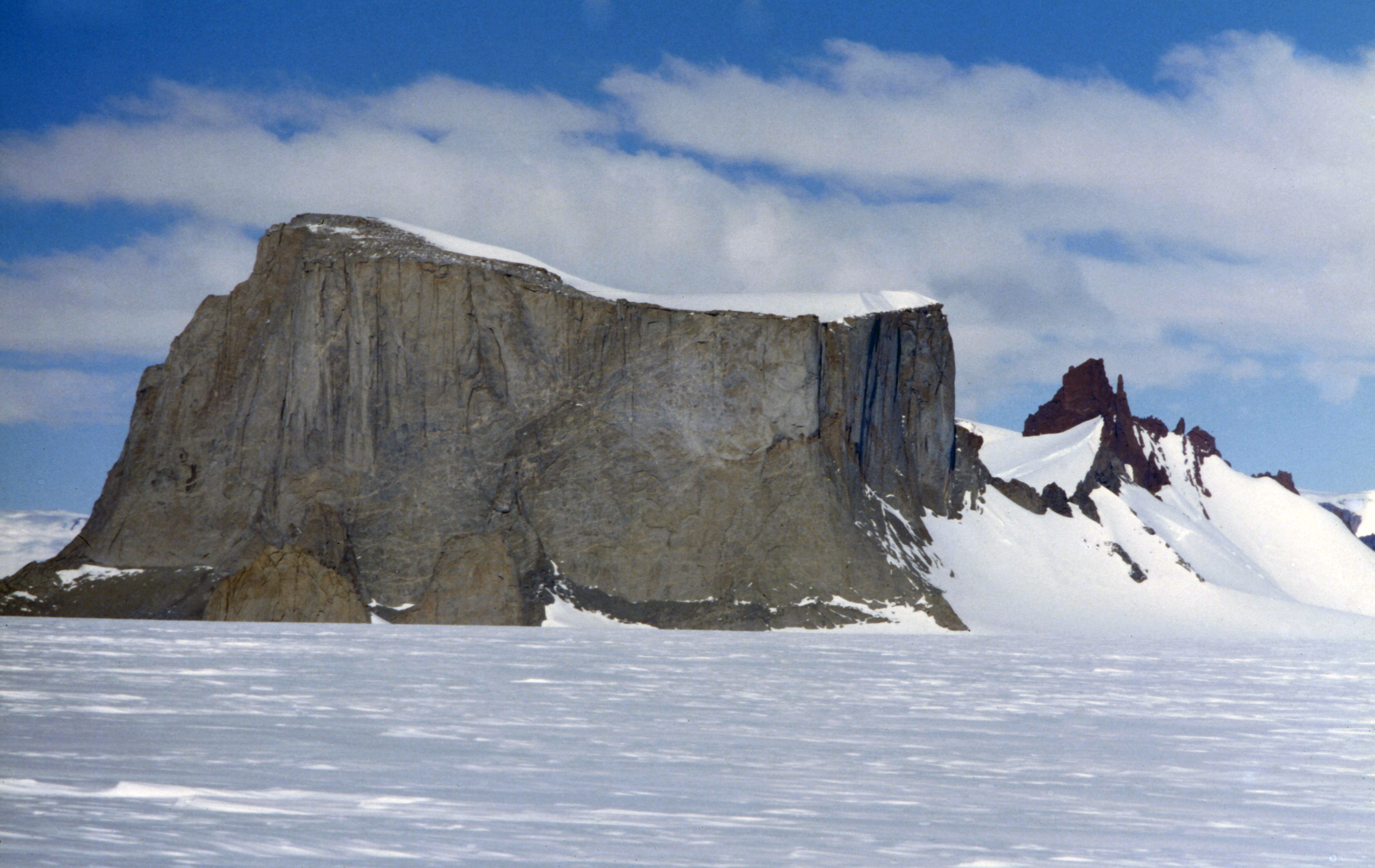
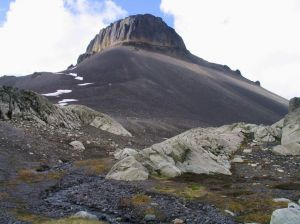
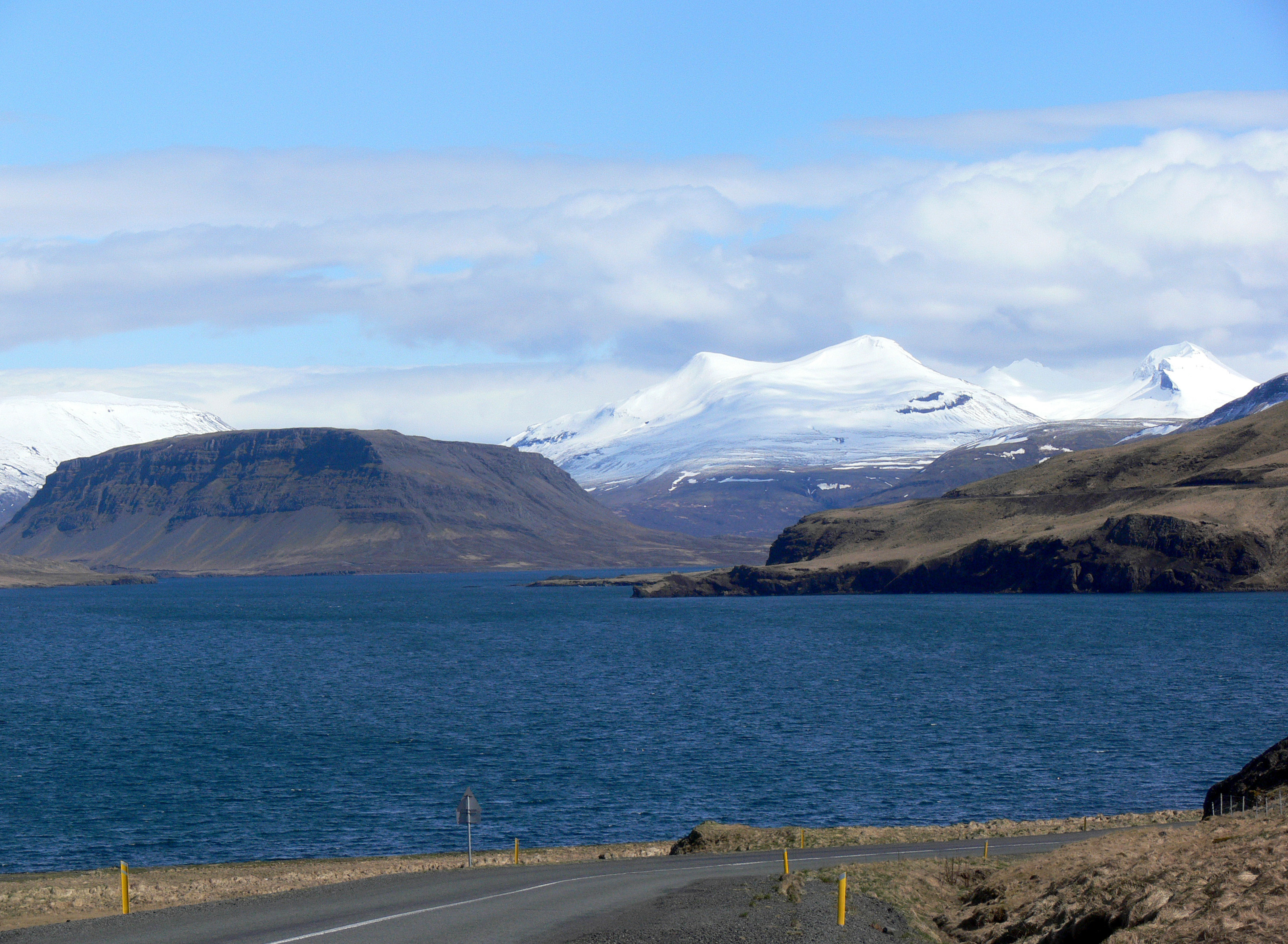